# Gisèle Pascal
Pour les articles homonymes, voir Pascal.
Gisèle Tallone, dite Gisèle Pascal, est une actrice française, née le 17 septembre 1921 à Cannes et morte le 2 février 2007 à Nîmes.

## Biographie

### Origines
Gisèle Pascal naît sous le nom d'état civil de Giselle Marie Madeleine Tallone en 1921 à Cannes. Ses parents sont fleuristes, d’origine italienne. Elle étudie la danse. Contrairement à de nombreuses affirmations, elle n’a jamais étudié le chant, ce qui ne l’empêche pas de chanter dans des opérettes ou d'enregistrer des chansons comme Un oiseau chante, tiré du film Madame et son flirt.

### Carrière
En 1941, elle débute au théâtre dans la compagnie de Claude Dauphin. 

### Fin de carrière
Sa dernière apparition est dans un film de Sébastien Japrisot intitulé Juillet en septembre, dans lequel joue également sa fille, Pascale Pellegrin.

### Mort
Elle meurt d’une hémorragie cérébrale le 2 février 2007 à Nîmes, à l’âge de 85 ans. Elle est enterrée au cimetière de Sillans-la-Cascade (Var) avec son époux Raymond Pellegrin.

### Vie privée
En 1946, Gisèle Pascal a une liaison avec le chanteur Yves Montand.
En 1947, elle a une liaison avec le prince Rainier III de Monaco,. Ils se séparent en 1953 à la suite d'un diagnostic médical erroné affirmant qu'elle ne pouvait avoir d'enfant.
En 1952, elle a une relation passionnée avec Gary Cooper, rencontré sur le tournage de Boum sur Paris.
Le 8 octobre 1955, elle épouse l’acteur Raymond Pellegrin, un amour de jeunesse revu sur le tournage de Marchandes d'illusions (1954), ils restent ensemble jusqu'à la disparition de Gisèle Pascal en 2007. Lui, meurt quelques mois plus tard.
Elle est la mère de Pascale Pellegrin, née le 12 septembre 1962 et morte le 8 février 2018.
Avec son mari, ils ont été propriétaires du restaurant parisien Lapérouse dans les années 1970.

## Filmographie
- 1941 : Les Deux Timides d'Yves Allégret
- 1942 : L'Arlésienne de Marc Allégret
- 1942 : La Belle Aventure, de Marc Allégret
- 1942 : La Vie de bohème de Marcel L'Herbier
- 1945 : Madame et son flirt de Jean de Marguenat
- 1946 : Les J3 de Roger Richebé
- 1946 : Lunegarde de Marc Allégret
- 1946 : Tombé du ciel de Emil-Edwin Reinert
- 1946 : Amour, Délices et Orgues d'André Berthomieu
- 1946 : Dernier refuge de Marc Maurette
- 1947 : Après l'amour de Maurice Tourneur
- 1947 : Mademoiselle s'amuse de Jean Boyer
- 1949 : La Femme nue d'André Berthomieu
- 1949 : La Petite Chocolatière d'André Berthomieu
- 1950 : Véronique de Robert Vernay
- 1951 : Bel Amour de François Campaux
- 1952 : Horizons sans fin de Jean Dréville
- 1953 : Si Versailles m'était conté de Sacha Guitry
- 1953 : Boum sur Paris de Maurice de Canonge - Une simple apparition -
- 1954 : Marchandes d'illusions de Raoul André
- 1954 : Le Feu dans la peau de Marcel Blistène
- 1955 : La Madone des sleepings d'Henri Diamant-Berger
- 1955 : Mademoiselle de Paris de Walter Kapps
- 1955 : Si Paris nous était conté de Sacha Guitry
- 1956 : Pitié pour les vamps de Jean Josipovici
- 1957 : Sylviane de mes nuits de Marcel Blistène
- 1958 : Ça n'arrive qu'aux vivants de Tony Saytor
- 1960 : Les secrets de la princesse de Cadignan de Jean-Paul Carrère
- 1961 : Seul... à corps perdu de Jean Maley et Raymond Bailly
- 1962 : L'Affaire du collier de la Reine de Guy Lessertisseur - INA :La caméra explore le temps (rôle de Marie-Antoinette)
- 1962 : Le Masque de fer d'Henri Decoin
- 1968 : La Promesse (Secret world) de Paul Feyder et Robert Freeman
- 1969 : Un caso di coscienza de Giovanni Grimaldi
- 1972 : La Mort d'un champion téléfilm d'Abder Isker : Liliane Forestier
- 1980 : La Vie des autres (série télévisée ), épisode La Croix dans le cœur, de Pierre Goutas : la duchesse
- 1981 : Les Cinq Dernières Minutes de Claude de Givray, épisode Un cœur sur mesure
- 1982 : En haut des marches de Paul Vecchiali
- 1983 : La Femme publique d'Andrzej Żuławski
- 1983 : Les Compères de Francis Veber
- 1985 : Les Enquêtes du commissaire Maigret, épisode Maigret au Picratt's de Philippe Laïk
- 1986 : Médecins de nuit de Jean-Pierre Prévost, épisode Happy Birthday
- 1988 : Juillet en septembre de Sébastien Japrisot

## Théâtre
- 1946 : La Bonne Hôtesse opérette de Jean-Jacques Vital et Serge Veber, mise en scène Fred Pasquali, Alhambra
- 1953 : Frère Jacques d'André Gillois, mise en scène Fernand Ledoux, Théâtre des Variétés
- 1962 : N'écoutez pas Mesdames de Sacha Guitry, mise en scène Jacques Mauclair, Théâtre de la Madeleine
- 1982 : L'Exil d'Henry de Montherlant, mise en scène Bernard Ristroph, Théâtre Hébertot

## Radio
- 1960-1965 : Hélène et son Destin de Jean Chouquet (feuilleton quotidien diffusé sur Europe 1) : Hélène[8],[9]